# Cardioglossa elegans
Cardioglossa elegans es una especie de anfibios de la familia Arthroleptidae.
Habita en Camerún, Guinea Ecuatorial y Gabón.
Sus hábitats naturales son bosques tropicales o subtropicales secos y a baja altitud, ríos y zonas antiguamente boscosas ahora degradadas.
Está amenazada de extinción por la pérdida de su hábitat natural.